# Индепенденс и Манго-Крик
Индепенденс и Манго Крик (англ. Independence and Mango Creek) — это деревня в округе Станн-Крик в Белизе. В 2010 году население Индепенденса составляло 4014 человек. Это относительно большая деревня по сравнению с окружающими ее населенными пунктами. В нем расположены 2 начальные школы, одна средняя школа и один колледж, в которых учатся учащиеся из близлежащих общин, и есть выход к единственному заливу на материке.

## История

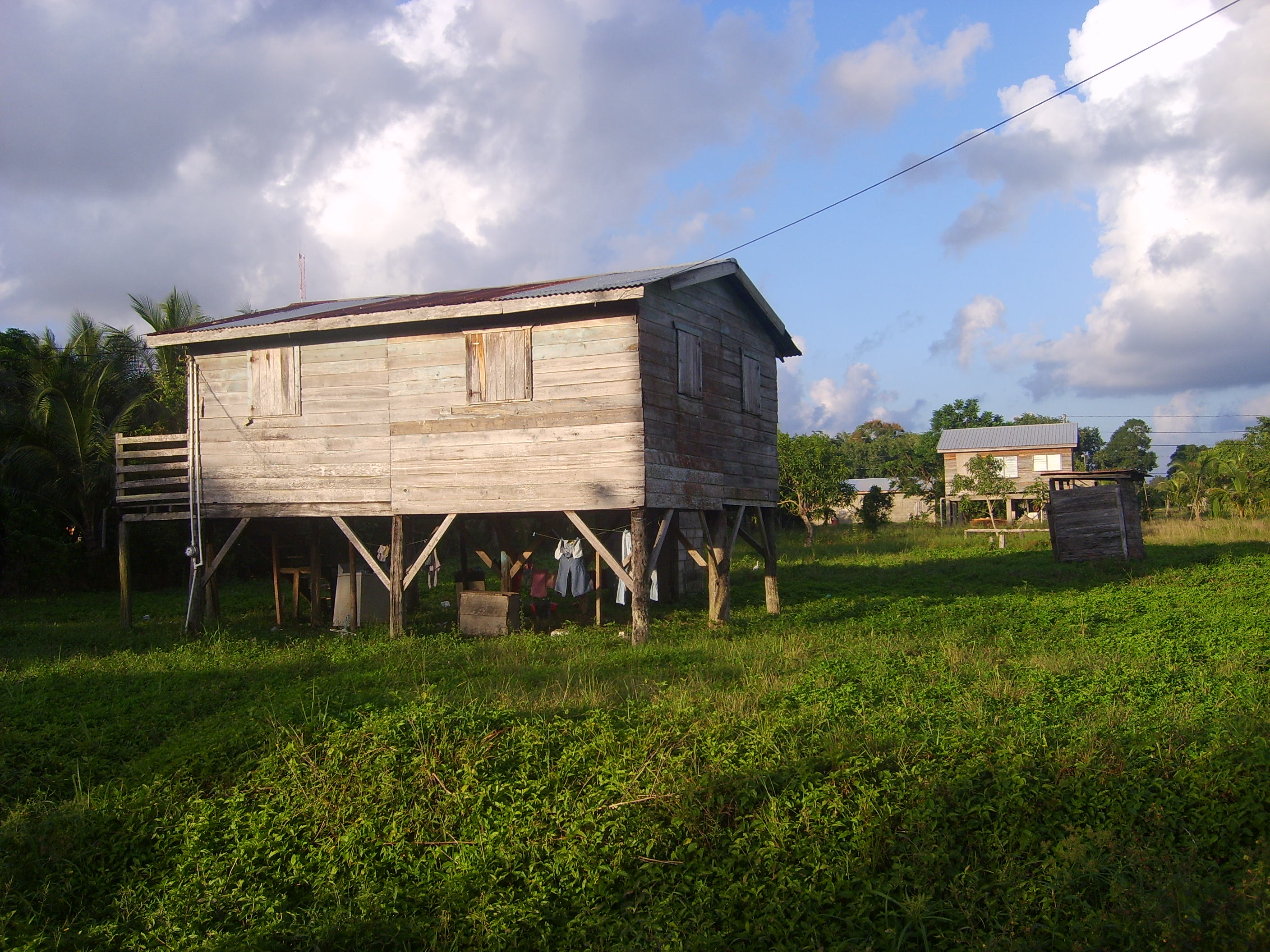
Деревня Индепенденс

Ручей, который протекает мимо Индепенденса, называется Мангров-Крик, на его берегах росло большое манговое дерево. Когда лесорубы и другие торговцы из окрестностей хотели посетить этот район, они говорили, что идут к манговому дереву. Со временем деревня стала известна как Манго-Крик, что является искажением от Мангрово-Крик и Манго-Манго. Позже к востоку от проспекта Амаду Мена была построена новая часть деревни, которая получила название Индепенденс в связи с предстоящим провозглашением независимости Белиза. Где-то в 2010-х годах деревня стала называться Индепенденс, хотя многие люди до сих пор знают ее как Манго-Крик.
Индепенденс находится всего в 12 км от Белла-Виста. Ближайший крупный город — Дангрига (52 км), административный центр округа. Деревня расположена в южной части Белиза, недалеко от границ с Гватемалой (85 км до Ливингстона) и Гондурасом (88 км до Пуэрто-Кортес) . Это делает её стратегическим пунктом для трансграничных культурных и экономических связей. Этнический состав: для округа Станн-Крик характерно смешение культур: гарифуна (афро-индейцы), метисы (испано-индейцы) и майя (кекчи, мопан). 
Как весь юг Белиза, Индепенденс подвержен тропическим штормам и наводнениям в сезон дождей (июнь–октябрь). В это время дороги часто размывает, затрудняя передвижение. Климат: Средняя температура — 25–30°C круглый год, высокая влажность. Пик осадков — в сентябре.